# Viață de stafie
Viață de stafie  (titlu original: Beetlejuice) este un film de groază de comedie și fantastic american din 1988 regizat de Tim Burton. Rolurile principale au fost interpretate de actorii Michael Keaton  (în rolul titular) și Alec Baldwin și Geena Davis ca un cuplu de tineri decedați care ajung să bântuie casa în care au locuit. A primit Premiul Saturn pentru cel mai bun film de groază.

## Distribuție
- Michael Keaton - Betelgeuse (pronunțat ca Beetlejuice)
- Alec Baldwin - Adam Maitland
- Geena Davis - Barbara Maitland
- Winona Ryder - Lydia Deetz
- Catherine O'Hara - Delia Deetz
- Jeffrey Jones - Charles Deetz
- Annie McEnroe - Jane Butterfield
- Glenn Shadix - Otho
- Sylvia Sidney - Juno
- Robert Goulet - Maxie Dean
- Maree Cheatham - Sarah Dean
- Dick Cavett - Bernard
- Susan Kellermann - Grace
- Adelle Lutz - Beryl
- Simmy Bow - Janitor
- Carmen Filpi - Messenger
- Patrice Martinez - Receptionist
- Tony Cox - Preacher
- Jack Angel - the voice of the Preacher